# Vojnits-jutalom
A Vojnits-jutalom vagy Vojnits-érem a Magyar Tudományos Akadémia által évente, az elmúlt naptári (később színházi) év legjobb magyar színművének szerzője számára kiosztott díj volt 1907-tól 1944-ig.
Özvegy Vojnits Tivadarné, született Vojnits Mária (†1904. április 21.) végrendeletében 20 000 koronát hagyott a Magyar Tudományos Akadémiára azzal a céllal, hogy ezen össze éves kamataiból az Akadémia „a legsikerültebb magyar színművet, illetőleg dráma” szerzőjét jutalmazza. „Azon esetben pedig, ha a magyar színműirodalom valamelyik évben nem mutatna fel jutalomra méltó és érdemes színművet, akkor az azon évi kamatjövedelem tőkésíttetik az alapítványi tőke gyarapítására.”

## A bíráló bizottság működése
Az Akadémia által 1906. december 17-én elfogadott szabályzat szerint
- „Pályázó daraboknak tekintetnek az illető évben Budapesten előadásra került magyar eredeti tragédiák, színművek, vígjátékok és népszínművek, az operák és operettek kizárásával.
- „Csak irodalmi becsű és a színpadon sikert aratott darab kaphatja a jutalmat, mely meg nem osztható.”
- A műveket az Akadémia I. (nyelvi és irodalmi) osztálya által választott három tagú bíráló bizottság bírálta.[1]

A minden évben újból kiküldött bizottságok az Akadémia irodalomtörténész tagjaiból álltak. Bizottsági tagok voltak többek között Heinrich Gusztáv, Ferenczi Zoltán, Négyesy László, Császár Elemér, Voinovich Géza, Szinnyei Ferenc, Pintér Jenő, Szász Károly, Kéky Lajos, Alszeghy Zsolt és Rédey Tivadar. A bizottság az Akadémia februári közgyűlésének részletes, a műveket egyenként bemutató írásbeli jelentést tett, amelyekben általában áttekintették az egész szóbanforgó időszak „magyar drámatermését”. A jelentések megjelentek az Akadémiai Értesítő és a Budapesti Szemle hasábjain.
Első alkalommal az 1907-ben bemutatott darabok pályázhattak, amelynek eredményét 1908 elején hirdették ki. Később, 1934 elején az aktuális bíráló bizottság (Szász Károly, Kéky Lajos, Szinnyei Ferenc) javasolta, hogy „célszerűbb és jobb lenne a darabok számbavételét nem naptári év, hanem színházi év szerint ejteni meg.” Ennek megfelelően 1935-től fogva mindig a lezárt szeptembertől augusztusig tartó színházi év legjobb darabját jutalmazták a naptári év végén (első alkalommal az 1934 januárja és 1935 augusztusa között bemutatottakat).
A díj összege kezdetben, 1908-ban 1100 korona, később az 1909. évtől kezdve 800 korona volt. Az első világháború utáni infláció során az Vojnits-alapítvány  elértéktelenedett. Az 1923. évi díj összegét ezért 100 000 koronára emelték, majd  1924-től a pénzjutalom helyett csupán emlékérmet osztottak. Az emlékérem megegyezett az Akadémia más alkalomból osztott jutalomérmeivel, amelyet még 1856-ban mintázott meg a szepességi születésű Böhm József Dániel. Előlapján Hébé, az ifjúság istennője látható, aki nektárral itatja atyja, Jupiter sasmadarát (amely a magyar nemzetet jelképezi).
Két körülmény nehezítette meg rendszerint a bizottság munkáját. Az egyik az volt, hogy csak nagyon ritkán talált a bizottság olyan drámát, mely egyesítette a jutalmazandó műtől a szabályzat értelmében megkövetelt két kritériumot, az irodalmi értéket és a színpadi sikert. […]. A másik körülmény, amely kellemetlenné tette a bizottság helyzetét, az volt, hogy a költészet hivatását sokkal magasabbra tartva, mint a közvélemény, ítélete szembe került a nagyközönségével és a sajtóéval: igazi drámai értékeket kívánt jutalmazni, nem pedig ügyes fogásokat, a hatáskeltés olcsó eszközeit, s rendszerint olyan drámát ajánlott kitüntetésre, mely nem volt az évad legnépszerűbb terméke. A Vojnits-bizottság döntése tehát gyakran ellenérzést keltett, s еnnек sajtóhullámai fölcsapkodtak az Akadémiáig, ami nem volt kívánatos.
Utolsó alkalommal az 1943/1944. évi színművekről döntött a bizottság, de nem osztott ki díjat, mert úgy vélték, hogy erre „az idők nem alkalmasak”. Miután 1945-ben az Akadémia minden vagyonát elvesztette, az 1946. június 28-án tartott közgyűlésen Voinovich Géza főtitkár bejelentette, hogy „ez idő szerint az Akadémiának nem áll módjában sem jeles tudományos műveket jutalomban részesíteni, sem fontos időszerű munkák megírását pályázathirdetések útján előmozdítani”. Ennek ellenére a legfontosabb, korábbi tudományos munkásságot elismerő jutalomérmeket (pénzjutalom nélkül) 1946 és 1948 között továbbra is kiosztották, de új pályázatokat, köztük a Vonits-jutalomra vonatkozót sem hirdettek meg többé.

## A jutalom nyertesei
- 1907. Lengyel Menyhért: A hálás utókor. – A bizottság tagjai közül Ferenczi Zoltán és Négyesy László Molnár Ferenc Az ördög című vígjátékát ajánlották, Heinrich Gusztáv pedig Lengyel Menyhért Hálás utókor című darabját. Emiatt az Akadémia közgyűlése 1908. február 24-én „hosszabb vita után, melyben a bírálókon kívül Ballagi Aladár, Beöthy Zsolt, Kőnig Gyula rendes tagok és Némethy Géza levelező tag vettek részt, egyhangúlag elvetette a többségi javaslatot, és újabb tárgyalásra az osztályhoz visszautasította az ügyet”[7] Az döntést egy új bizottságra bízták (Hegedűs István, Kozma Andor, Alexander Bernát), akik egyhangúlag Lengyel Menyhért műve mellett döntöttek. Jelentésük kiemelte, hogy döntésüket nem „erkölcsi szempontok” befolyásolták. „Azt elismerjük, hogy a képzőművészetben és az irodalomban nagyon is elvadultak az erkölcsök, azaz nem művészi élvezetet keres a közönség, és sok tehetség a közönség kedvteléseinek szolgájává alacsonyul. Főleg az erotikumok dühöngenek. […] De a művészi szabadság oly fontos közügye az emberiségnek, hogy inkább el kell viselnünk a vele való visszaéléseket, mint azonnal a rendőrséget hivatni.” Megállapították, hogy Molnár „nagytehetségű író, amiről az a munkája is bizonyságot tesz", Lengyel pedig „fiatal ember, aki az írás művészetében bizonyára nem oly kiváló, mint Molnár Ferenc, de drámaíró-tehetsége igen figyelemre méltó, művészi becsületessége kifogástalan, alakrajzoló képessége nevezetes és az az út, melyre rálépett, nekünk fölötte szimpatikus.”[8]
- 1908. Nem adtak ki díjat. – A szóbajöhető három darab közül a bíráló bizottság szerint Földes Imre A császár katonáiban „politikai múló hangulatoknak és tendentiáknak meghódolt a művészet”; Bródy Sándor A tanítónőjében kifogásolták, hogy „a szerzőnek irányzata torzító, és hogy alakjai az előre megállapított irányzat szolgálatában nem igazi emberek”, a darabnak „legkisebb irodalmi értéke sincsen, de figyelmet érdemel nyelve miatt”; Gozsdu Elek A félisten című tragédiája pedig nem aratott színpadi sikert.[9]
- 1909. Móricz Zsigmond: Sári bíró
- 1910. Nem adtak ki díjat.
- 1911. Nagy Endre: A zseni
- 1912. Herczeg Ferenc: Éva boszorkány
- 1913. Farkas Pál: A konventbiztos
- 1914. Pekár Gyula: A kölcsönkért kastély
- 1915. Drégely Gábor: A kisasszony férje
- 1916. Molnár Ferenc: A fehér felhő
- 1917. Herczeg Ferenc: Árva László király
- 1918. Szomory Dezső: II. József császár
- 1919. Herczeg Ferenc: A fekete lovas
- 1920. Pekár Gyula: Danton
- 1921. Hevesi Sándor: 1514
- 1922. Voinovich Géza: Mohács
- 1923. Harsányi Kálmán: Ellák
- 1924. Zilahy Lajos: Süt a nap
- 1925. Herczeg Ferenc: Híd
- 1926. Mikszáth Kálmán–Harsányi Zsolt: A Noszty fiú esete Tóth Marival
- 1927. Csathó Kálmán: Te csak pipálj, Ladányi
- 1928. Zilahy Lajos: A tábornok
- 1929. Móricz Zsigmond: Légy jó mindhalálig[10]
- 1930. Hunyady Sándor: Feketeszárú cseresznye[11]
- 1931. Voinovich Géza: Magyar Passió[12]
- 1932. Nem adtak ki díjat.
- 1933. Sík Sándor: István király
- 1934/1935. Surányi Miklós: Aranybástya
- 1935/1936. Heltai Jenő: A néma levente
- 1936/1937. Zilahy Lajos: A szűz és a gödölye
- 1937/1938. Csathó Kálmán: Fűszer és csemege
- 1938/1939. Herczeg Ferenc: Utolsó tánc
- 1939/1940. Bókay János: Feleség
- 1940/1941. Márai Sándor: Kaland
- 1941/1942. Nem adták ki.
- 1942/1943. Zilahy Lajos: Szépanyám
- 1943/1944. Nem adtak ki díjat.[13]